# 연방당
연방당(聯邦黨, Federalist Party)은 미국의 정당으로 1792년 알렉산더 해밀턴과 토머스 제퍼슨의 대립으로 생겨났다. 그리고 1820년에 해체되었다. 구성 당원 중에는 존 애덤스와 알렉산더 해밀턴이 있었다. 연방당은 느슨한 규칙을 원했다. 하지만 제퍼슨이 속해 있는 민주공화당은 이에 반대하였고 결국 그 일로 계속 언쟁이 진행되었다. 결국 연방당은 1820년 제임스 먼로 대통령 시기에 해체되고 덕분에 제임스 먼로는 미국의 평화 대통령이라고도 불린다.

## 연방당의 역대 대통령
- 존 애덤스(1797.3.4 ~ 1801.3.3)

## 같이 보기
- 민주공화당 (미국)